# Лосевка (Харьковская область)
Ло́севка (укр. Лосівка; с 1929 по 2016 г. — Пролета́рское) — село,
Червоноармейский Первый сельский совет, Волчанский район, Харьковская область, Украина.
Код КОАТУУ — 6321688705. Население по переписи 2001 года составляет 275 (124/151 м/ж) человек.

## Географическое положение
Село Лосевка находится на правом берегу реки Польная,
в 3-х км от впадения её в реку Северский Донец;
выше по течению на расстоянии в 1 км — село Украинское,
на противоположном берегу село Сосновый Бор.
Село пересекает балка Земляной Яр, по которой протекает безымянная речушка, выше по течению которой примыкает село Шестеровка.
От реки Северский Донец село отделено большим лесным массивом (сосна).
Рядом проходит автомобильная дорога Т-2104.

## История
- 1670 — основан как село Лосевка.
- 1929 — переименовано в село Пролетарское в честь победившего советского пролетариата.
- 2016 — возвращено название Лосевка.

## Название села
При СССР в 1920-х - начале 1930-х годов в Волчанском районе и области прошла «волна» переименований значительной части населённых пунктов, в основном на левом (восточном) берегу Донца, в «революционные» названия — в честь Октябрьской революции, сов. власти, Кр. армии, социализма, Сов. Украины, деятелей «демократического и революционного движения» (Т. Шевченко, Г. Петровского) и новых праздников (1 мая и др.) Село Пролетарское Волчанского района Харьковского округа было переменовано в честь пролетариата.

## Экономика
- В селе при СССР была молочно-товарная ферма; с 2000-х разрушена.

## Объекты социальной сферы
- Школа. Не работает.разрушена